# Oosterspoorplein
Het Oosterspoorplein is een plein in Amsterdam, in stadsdeel Oost.

## Geschiedenis en ligging
De plein kreeg per raadsbesluit van 26 juli 1939 haar naam, een vernoeming naar de Oosterspoorweg.
Het is gelegen tussen de twee takken van het vorkstation Muiderpoortstation, ten zuiden van het centrale stationsgebouw.
Het Oosterspoorplein is aangelegd/ontstond in 1939 tijdens de uitvoering van het plan Spoorwegwerken Oost. In het kader van de werken werden de spoorbanen in Amsterdam-Oost omhoog gebracht op "spoordijken", waarbij tevens bij Station Muiderpoort een aftakking werd gemaakt richting Station Amsterdam Amstel.
Het plein is door de ligging in de vork tussen twee dijklichamen een rustige plek, afgeschermd van de drukke aangrenzende Dapperbuurt en Indische Buurt.
Op het plein begint de oudste bewegwijzerde ANWB-wandelroute van Nederland, daterend uit 1914.

## Gebouwen
De huisnummers zijn beperkt tot 1 (Muiderpoortstation), 2 (onderdoorgang), 3-4 (dienstgebouw) en 5 (dienstwoning) en 6 (afgelegen dienstwoning). Daarbij is het gehele complex een gemeentelijk monument. Het seinhuis, dat op de vork staat is een rijksmonument. Aan de zuidkant van het plein staat eveneens bebouwing; dit complex van de hand van W.A. Ulrich en B.J.F. Kamphuisuit 1951 behoort echter niet tot het plein, maar tot de Ter Gouwstraat.

## Kunst in de openbare ruimte
Rondom het plein is een aantal artistieke kunstwerken te vinden, die zich niet altijd in de openbare ruimten bevinden:
- Heinrich Campendonk maakte voor het stationsgebouw een zogenaamd oculusvenster met afbeeldingen van vogels (symbolen voor reizen) en een gevleugeld wiel (symbool voor spoorwegen); Campendonk beeldde in totaal vijftien ganzen, meeuwen en duiven af, die allemaal op drie na naar links vliegen voor een achtergrond, dat lijkt op een Hollands polderlandschap.[4]
- Gedenkteken Muiderpoortstation (2002) met typografie van Steffen Maas met een tekst van Victor E. van Vriesland
- in datzelfde jaar werd The flowers van Karel Appel op het plein neergezet; het was door beschadiging in de jaren tien even weg, maar werd in 2014 herplaatst.

Een verdwenen kunstwerk is een "portret" van Matthijs de Ligt dat van 28 op 29 april 2019 geplaatst werd door Kamp Seedorf op een van de muren van het station. De Nederlandse Spoorwegen heeft de mural een tijd lang gedoogd, maar vlak nadat De Ligt de transfer maakte naar Juventus FC, liet de NS het verwijderen in verband met de zorgplicht voor het monument dat het Muiderpoortstation is.

## Afbeeldingen

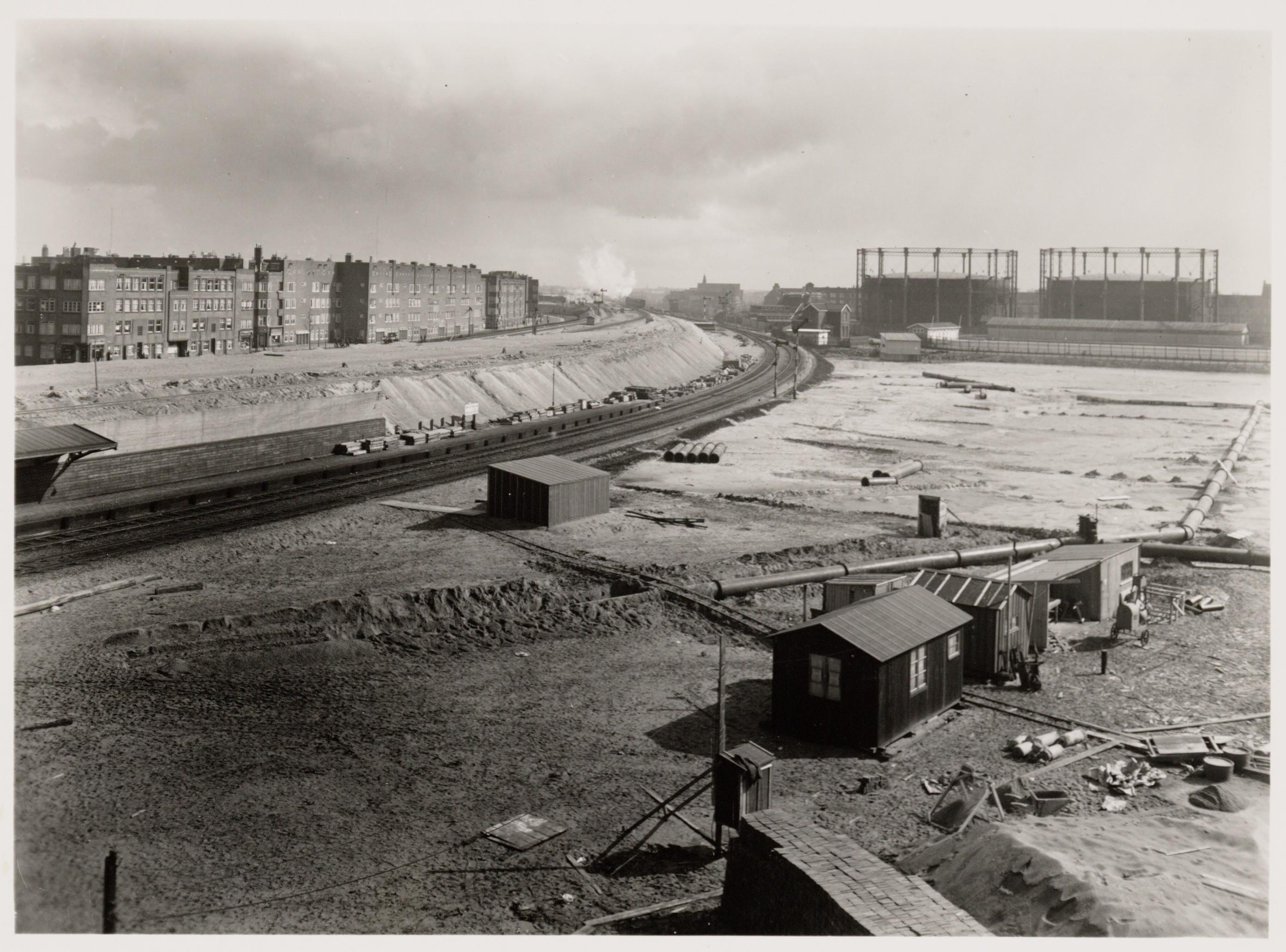
Dijklichaam en Oosterspoorplein in aanbouw in 1937 met op de achtergrond de voormalige gashouders van de Oostergasfabriek
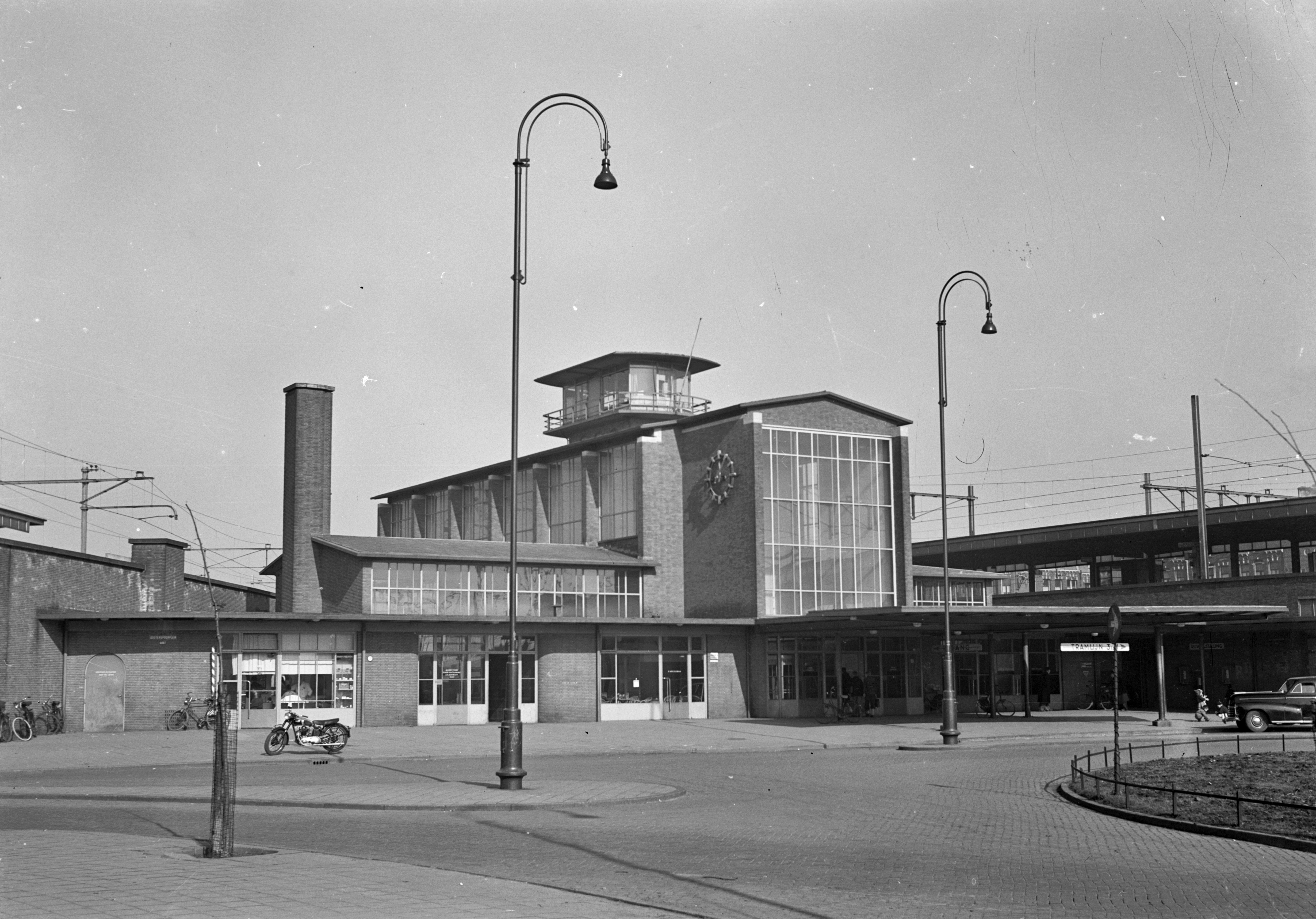
Zicht op het station Amsterdam Muiderpoort vanaf het Oosterspoorplein; 1953.
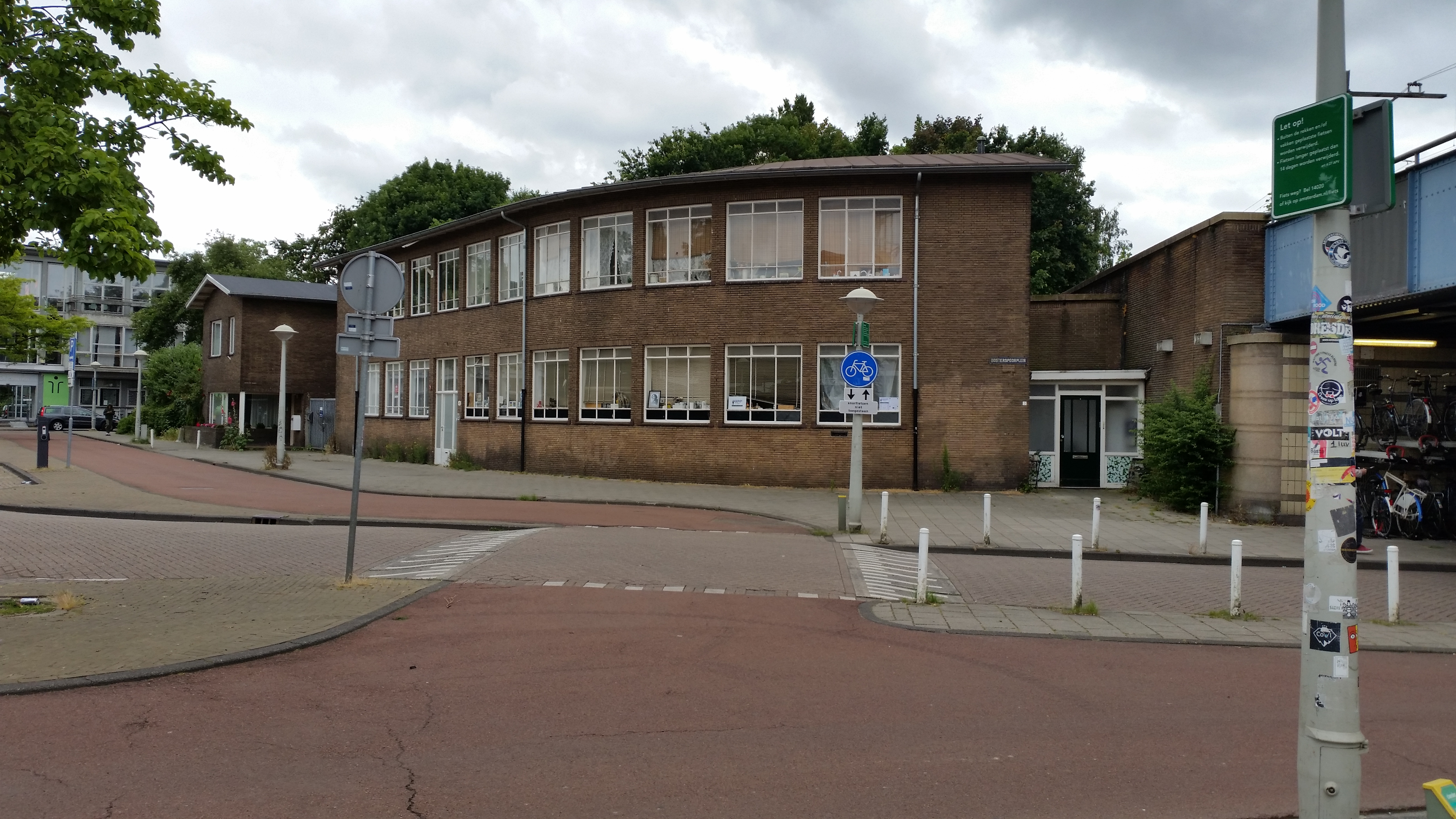
Oosterspoorplein 3-5 (van rechts naar links, juli 2019)
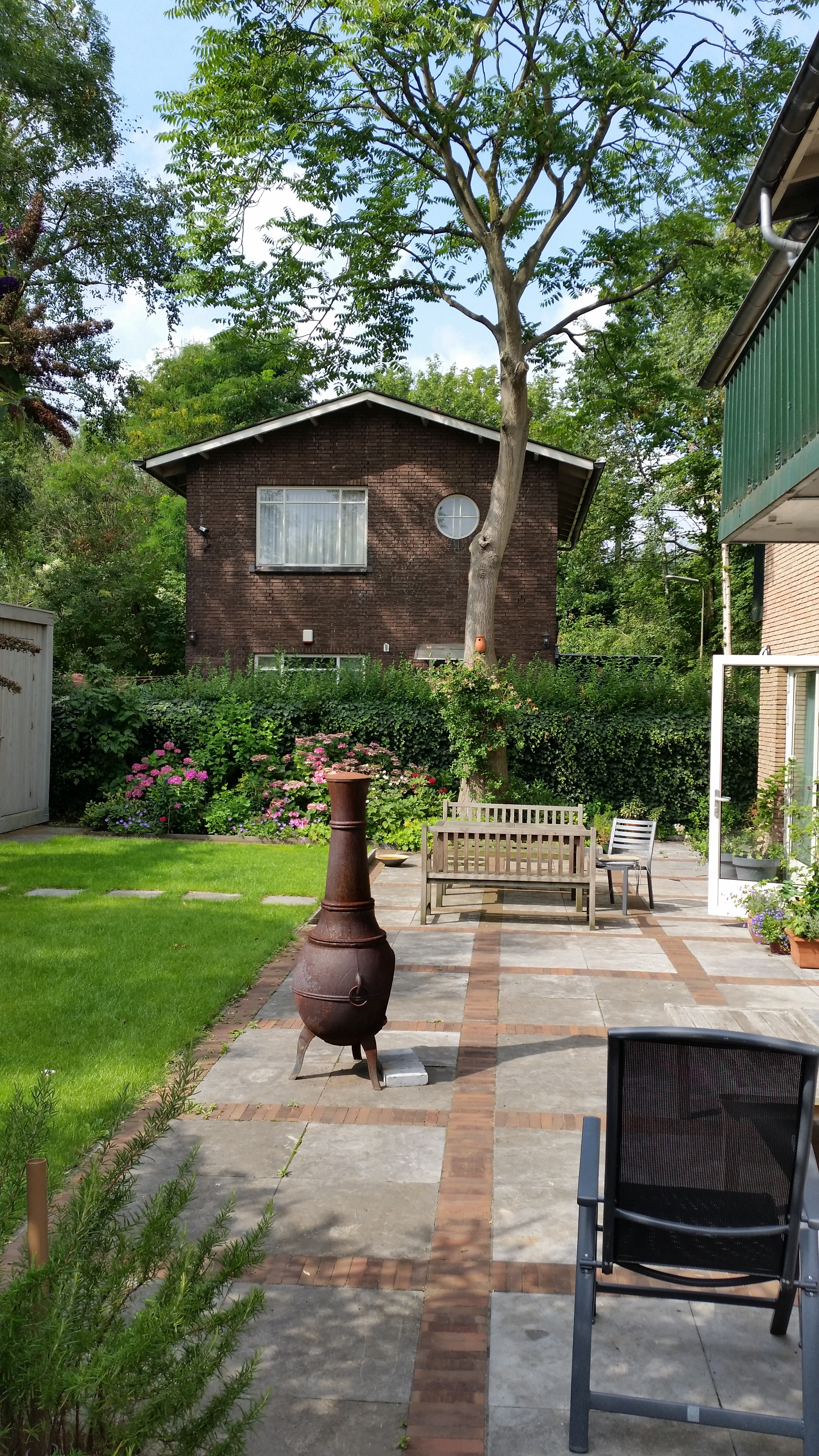
Oosterspoorplein 6 (augustus 2019)
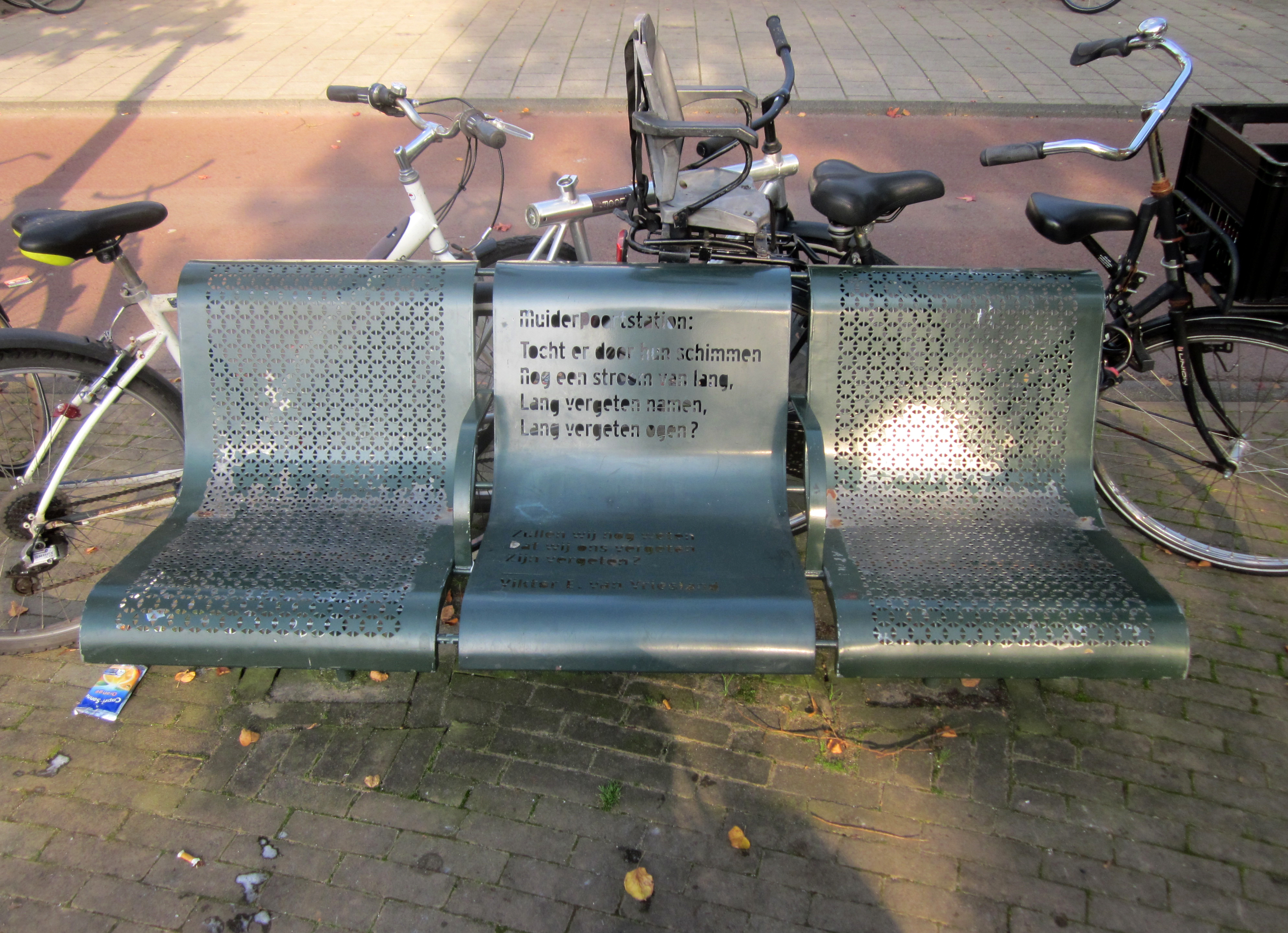
Gedenkteken (september 2011)
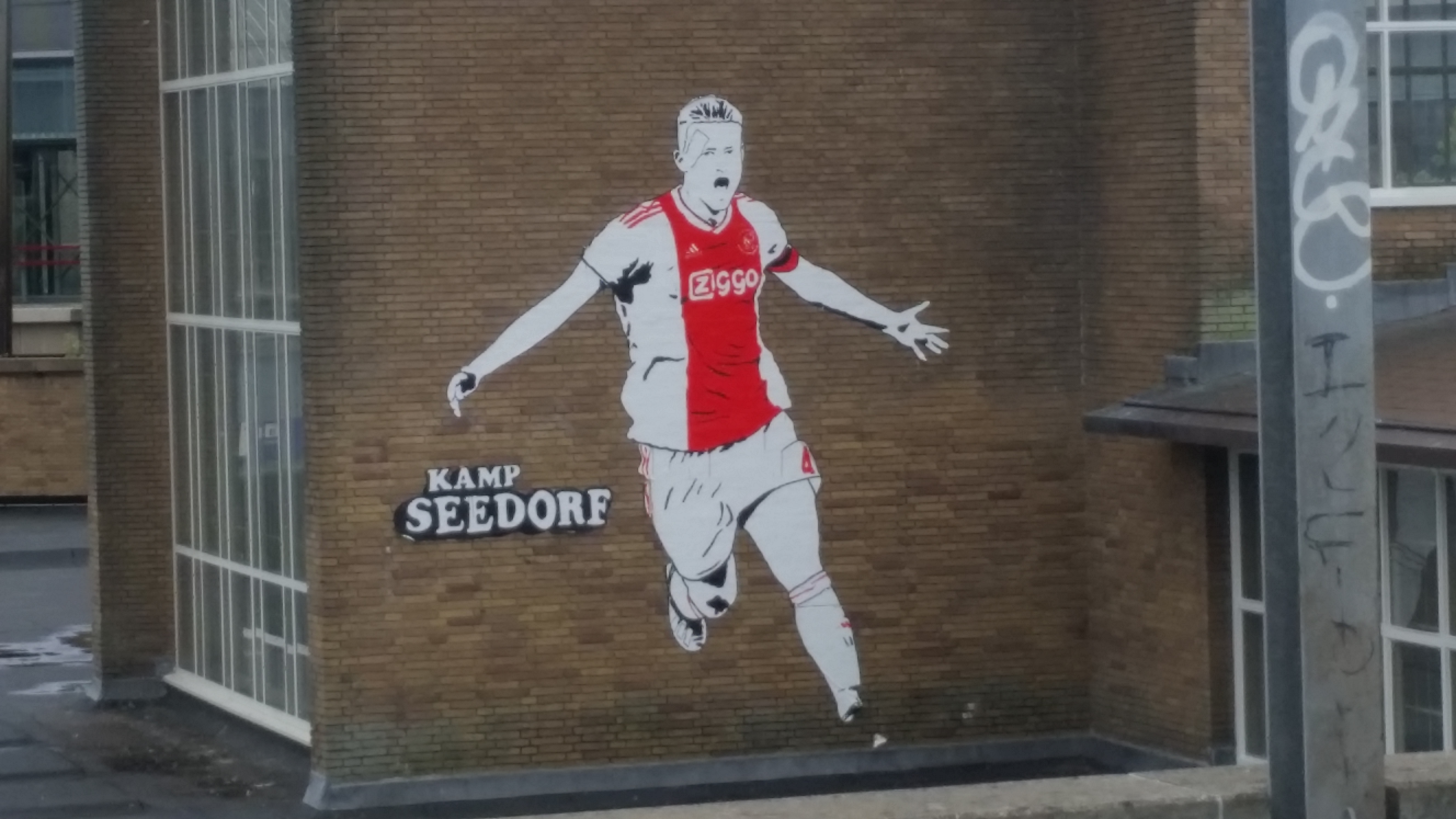
Mural Matthijs de Ligt (juli 2019)
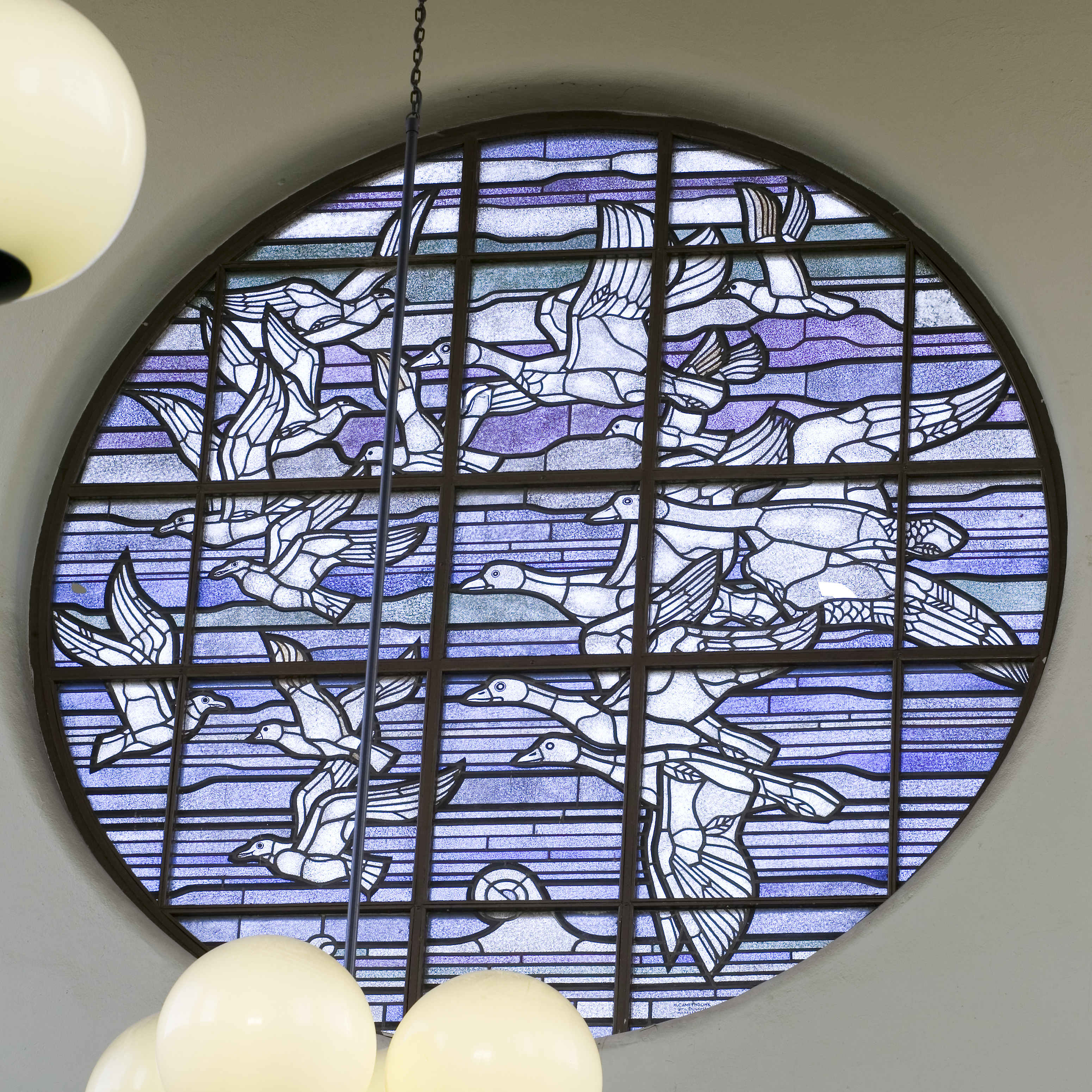
Raam van Campendonk (oktober 2006)
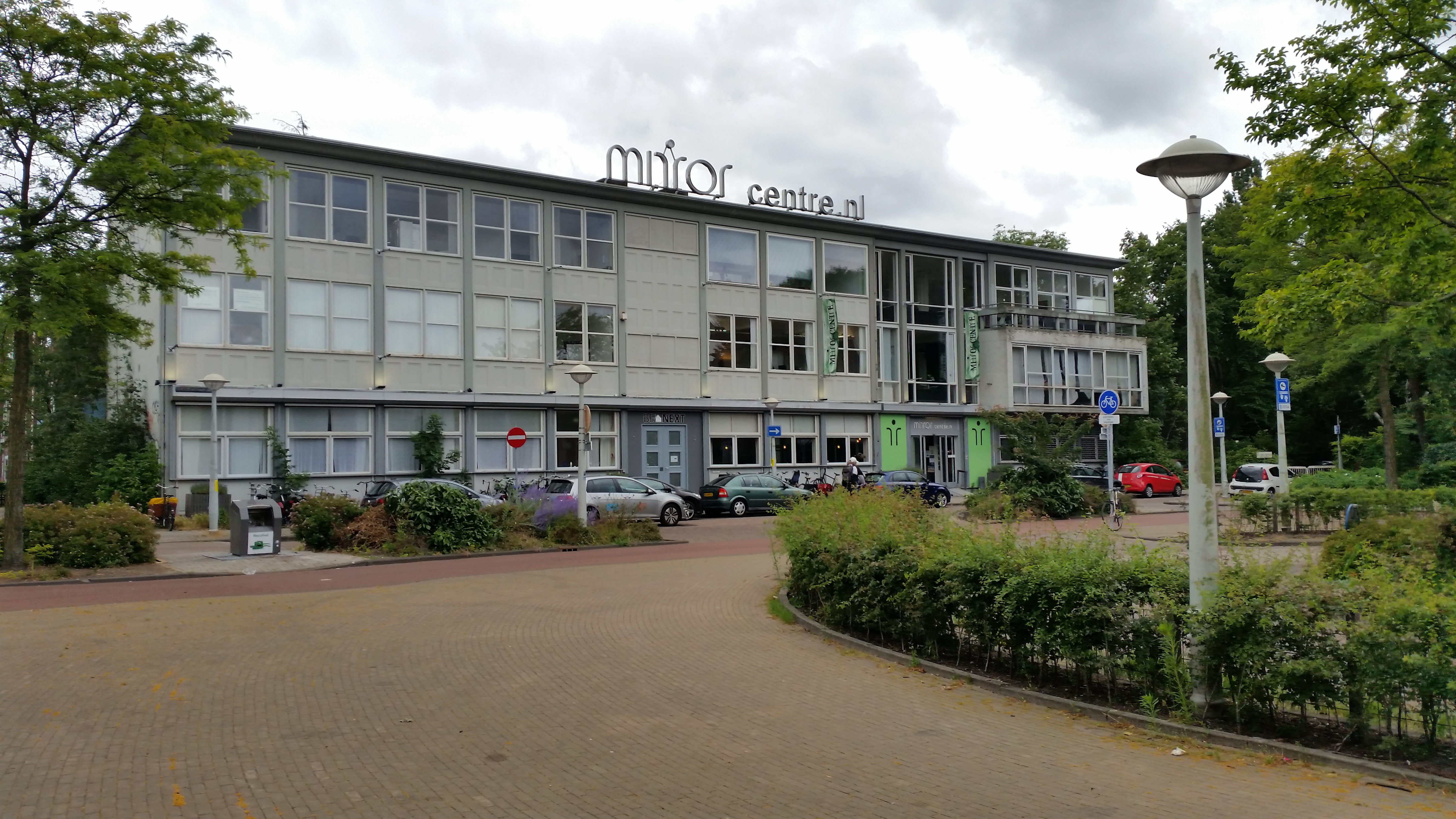
Gebouw Ter Gouwstraat 1-5 staande aan het Oosterspoorplein (juli 2019)